# 神戸ヤマト運輸
神戸ヤマト運輸株式会社（こうべヤマトうんゆ）は、ヤマトホールディングス株式会社に属する運送会社。神戸市中央区に本社を置く。

## 概略
ヤマト運輸の社名に地域名がつく数少ない会社である。沖縄ヤマト運輸や旧社名が京都ヤマト運輸だったヤマトマルチチャーター、現在はヤマト運輸（旧社）に合併された四国ヤマト運輸・九州ヤマト運輸とは同じ地域ヤマトとしても存在の違いがある。神戸ヤマト運輸は港関係の事業を主としており、海コンなどコンテナ輸送が主流の企業である。沖縄ヤマト運輸（四国ヤマト運輸・九州ヤマト運輸も）は特定エリアでの宅急便事業を主とし、旧京都ヤマトもかつては特定エリアでの宅急便事業を行っていた。旧京都ヤマトは現在、運行事業をメインで行っているが、神戸ヤマトでは比較的遅い1997年から開始している。また旧京都ヤマトに比べ多種に渡る事業を展開しているなど同じ地域ヤマトでも神戸ヤマトは大きく異なる。
神戸ヤマト運輸は、昭和29年設立の大洋自動車運送株式会社が起源であり、ヤマト運輸傘下に入ったのは、昭和39年と比較的初期の時期にあるものの、海上コンテナを主軸において事業展開をしていた経緯があるからである。
現在も海上コンテナや港湾荷役事業を展開しつつ、他のグループ企業と同様に幹線運行なども担う。生協などの買い物代行サービスを独自に行っていることも特徴である

## 主な事業
- コンテナ輸送
- トラックチャーター便
- JITBOX（神戸地区）
- ロジスティクス
- 宅配事業（宅急便以外の宅配）
- ネットスーパー

## 労働組合
ヤマトグループの各企業は運輸労連系ヤマト運輸労働組合の系列（ヤマト労連）労働組合があるが、神戸ヤマト運輸は神戸ヤマト運輸労働組合（ヤマト労連）と、関西合同労働組合の神戸ヤマト運輸分室、企業内組合である神戸ヤマトユニオンの三種類が存在する。